# ابتسم من قلبك
ابتسم من قلبك (بالهندية: Dil Toh Happy Hai Ji؛ ويعني "القلب سعيد") هو مسلسل درامي رومانسية هندي، عُرض على قناة ستار بلس الهندية من 15 يناير إلى 9 أغسطس 2019. تمت دبلجة المسلسل إلى اللغة العربية وعرضه على قناة إم بي سي بوليوود ومنصة شاهد.

## القصة
تدور أحداث المسلسل في مدينة أمريتسار حول هابي ميهرا، وهي فتاة شابة مفعمة بالحياة والإيجابية، تحلم بأن تصبح سيدة أعمال ناجحة. تتقاطع حياتها مع الأخوين خوسلا: شينتو، الأخ الأكبر الطيب الذي يقع في حبها، وروكي (أنش باجري)، الأخ الأصغر المتعجرف والمتهور الذي تبدأ علاقتها به بسلسلة من الصدامات والمشاحنات.
تتزوج هابي من شينتو، لكنه يتوفى في حادث مأساوي بعد فترة قصيرة من زواجهما. تجد هابي نفسها أرملة وتواجه اللوم من عائلة خوسلا، وخاصة من روكي الذي كان يحملها مسؤولية ما حدث. مع مرور الوقت، يضطر روكي وهابي للعمل معًا لإدارة فندق العائلة وتحقيق حلم شينتو، فتبدأ علاقتهما بالتحول تدريجيًا من الكراهية إلى الصداقة ثم إلى الحب، وسط العديد من التحديات والمؤامرات العائلية.

## فريق العمل
| الممثل                           | الشخصية                   |
| -------------------------------- | ------------------------- |
| جاسمين بهاسين (لاحقًا دونال بيشت) | هابي ميهرا                |
| أنش باجري                        | روكي خوسلا                |
| أرو كريشانش فيرما                | شينتو خوسلا               |
| روهيت بوروهيت                    | رانفيجاي "آر في" شروف     |
| أرونا إيراني                     | سوشميتا ديفي خوسلا (بيجي) |

- ملاحظة: غادرت الممثلة جاسمين بهاسين المسلسل في منتصفه، وحلت محلها الممثلة دونال بيشت لتأدية دور "هابي".

## البث والدبلجة
عُرض المسلسل في الهند على قناة ستار بلس بواقع 148 حلقة. وفي العالم العربي، قامت قناة إم بي سي بوليوود بعرض النسخة المدبلجة من المسلسل تحت عنوان "ابتسم من قلبك"، كما أصبح متاحًا للمشاهدة على منصة شاهد.